# عمالة الأطفال في البرازيل

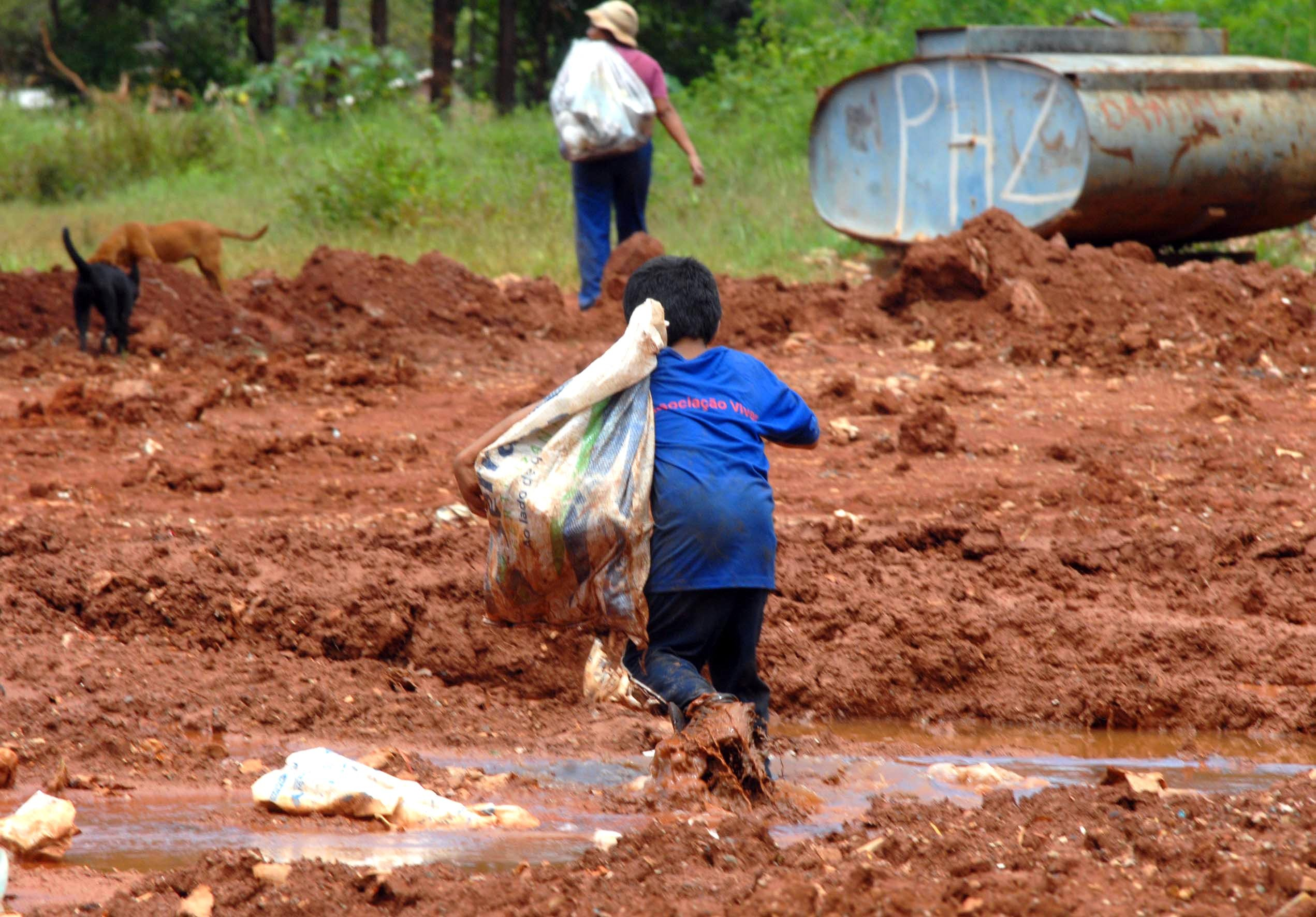

تعتبر عمالة الأطفال - وهي ممارسة توظيف الأطفال دون السن القانونية التي تحددها الحكومة - واحدة من أهم القضايا الاجتماعية في البرازيل، ووفقًا لبيانات المعهد البرازيلي للجغرافيا والإحصاء "IBGE" عمل أكثر من 2.7 مليون قاصر تتراوح أعمارهم بين الخامسة والسابعة عشر عامًا في البلاد في عام 2015، و 79000 تتراوح أعمارهم بين الخامسة والتاسعة عامًا، وبموجب القانون البرازيلي فإن سن السادسة عشر هو الحد الأدنى لسن دخول سوق العمل، وسن الرابعة عشر هو الحد الأدنى لسن العمل كمتدرب.
تشير الاحصائيات إلى أن حوالي 30% من عمالة الأطفال البرازيلية تحدث في القطاع الزراعي، و 60% تحدث في المناطق الشمالية والشمالية الشرقية من البلاد، وتشير الاحصائيات إلى أن 65% من الأطفال العاملين هم من الأفرو برازيليين، و 70% من الذكور.
وفقًا لمنظمة العمل الدولية "ILO" فإن الفقر هو السبب الرئيسي لعمل الأطفال في العالم (بما في ذلك البرازيل)، ويجبر الأطفال على العمل لاستكمال دخل الأسرة، والقضاء على دراساتهم وحياتهم الاجتماعية.
منذ سَنْ الدستور عام 1988 أصبح عمل الأطفال غير قانوني في البلاد، وقد  اتخذت الحكومة خطوات للحد من انتشارها من خلال اعتماد الاتفاقيات والمبادئ التوجيهية الدولية.
تم إنشاء الحركات الاجتماعية لزيادة الوعي حول عمل الأطفال في البرازيل مثل: إدخال علامة التجزئة "#ChegaDeTrabalhoInfantil"، وشملت الخطوات الأخرى التغيرات في قوانين العمل وزيادة التمويل لبرامج الرعاية الحكومية مثل: "Bolsa Família"، والتي تدعم الأسر الفقيرة، ونتيجة لذلك انخفض عدد العمال دون السن القانونية من حوالي ثمانية ملايين في عام 1992 إلى خمسة ملايين في عام 2003.
على الرغم من هذه التحسينات إلا أنه لا تزال البرازيل تمثل ربع العاملين القصر في أمريكا اللاتينية، وبين عامي 2014 و 2015  كانت هناك زيادة بنسبة 13% في عدد الأطفال العاملين الذين تقل أعمارهم عن 10 سنوات (10)، وفي عام 2016 تم تسجيل 1238 حالة استغلال للأطفال في مكتب المدعي العام، ومع ذلك فإن العديد من حالات عمل الأطفال في الاقتصاد غير الرسمي (مثل بغاء الأطفال أو الاتجار بالمخدرات) لم يتم تسجيلها.

## تعريفات

### تعريف البرازيل والتنظيم
في دستور البرازيل يتم تناول عمل الأطفال في المادة 7  البند 33، وفيه يحظر البند العمل الليلي وأي عمل يُعتبر خطيرًا أو غير صحيح للشباب دون سن 18 عامًا، ولا يُسمح للقُصّر الذين تقل أعمارهم عن 16 عامًا بالعمل باستثناء التدريب المهني للقاصرين فوق 14 عامًا.

### التعريفات الدولية
عمالة الأطفال - وفقًا لمنظمة العمل الدولية - هي عمل يحرم الأطفال من طفولتهم، وقدراتهم، وكرامتهم، وهو ضار بالنمو البدني والعقلي
يشير إلى العمل الذي يمكن أن يلحق الضرر بالأطفال عقليا أو جسديا أو اجتماعيا أو معنويا حرمان الأطفال من القدرة على الالتحاق بالمدرسة  أو العمل الذي يضع أعباء ثقيلة عليهم بالإضافة إلى العمل المدرسي، ويعتمد تعريف عمل الأطفال إلى حد كبير على بيئة العمل وسن العمل القانوني ونوع العمل المنجز، وتُعرِّف المنظمة عبودية الأطفال وبغاء الأطفال وجريمة الأطفال (مثل الاتجار بالمخدرات) وأي عمل يعرض سلامة الأطفال للخطر باعتباره أسوأ أشكال عمل الأطفال.
لدى اليونيسف معايير مختلفة لعمل الأطفال، وبالنسبة للأطفال الذين تتراوح أعمارهم بين الخامسة والحادية عشر عام يتم تصنيف العمل كعمالة للأطفال إذا تم القيام بساعة واحدة على الأقل من النشاط الاقتصادي أو 28 ساعة على الأقل من العمل المنزلي أسبوعياً، وبالنسبة للأطفال الذين تتراوح أعمارهم بين الإثني عشر والرابعة عشر عام فإن 14 ساعة أو أكثر من النشاط الاقتصادي أو 42 ساعة من النشاط الاقتصادي والعمل المنزلي في الأسبوع تشكل عمالة أطفال.

## التاريخ
أصبحت عمالة الأطفال جزءًا من التاريخ البرازيلي منذ عام 1500؛ نظرًا لأن مفاهيم الشباب أو الطفولة لم تكن محددة جيدًا حتى منتصف القرن التاسع عشر في البلاد، وكانت هناك معلومات محدودة حول عمل الأطفال قبل القرن العشرين، وقد تضمنت الوثائق المبكرة للسفن البرتغالية أدلة على عمل قاصرين في القرن السادس عشر في رحلات بحرية للمهاجرين من البرتغال وأجزاء أخرى من أوروبا، وعلى الرغم من أن الأطفال قاموا بعمل منزلي قبل وصول المستوطنين الأوروبيين إلا أن درجة عمالة الأطفال في البرازيل ازدادت سوءًا بعد وصول الأوروبيين، وكانت أول منظمة تستخدم القاصرين للعمل هي البحرية البرازيلية خلال حرب «باراجواي»(5)، وتشير الإحصائيات إلى أن أكثر من 600 طفل تتراوح أعمارهم بين التاسعة عشر والاثنى عشر عامًا كانوا في ساحة المعركة، وكانت هذه المشاركة مع الجيش والاتصال بالأسلحة من أسوأ أشكال عمل الأطفال التي شُوهدت في البرازيل، وقد كان الأطفال في الأحياء الفقيرة هم وسطاء مرغوب بهم في الاتجار بالمخدرات؛ لأن وضعهم الثانوي يجعلهم في مأمن من المقاضاة، وقد تم استخدام الأطفال على نطاق واسع للعمل خلال فترة العبودية في مزارع السكر، وقد  تبنى أصحاب الرقيق فكرة جعل أطفال العبيد يعملون؛ لأن الإنتاجية الإجمالية زادت دون شراء المزيد من العبيد.
إن التصنيع في البرازيل- ابتداءً من أواخر القرن التاسع عشر- حل محل العبودية في استغلال الأطفال، وقد كان الرأسماليون يستأجرون القصر؛ لأنه لا توجد قوانين تنظم عمل الأطفال، وكان يُنظر إلى الأطفال على أنهم أقل تكلفة، وفي «ساو باولو» - مع التصنيع الواسع والطلب المقابل على العمال- نشرت مصانع النسيج إعلانات تجنيد الأطفال في منتصف سبعينيات القرن التاسع عشر (17)،  وتتألف معظم الطبقة العاملة في «ساو باولو» من المهاجرين الفقراء، وتعتمد بعض الأسر على عمل أطفالهم (13)، وفي عام 1890 كان 25% من القوى العاملة في مجال النسيج في «ساو باولو» مكونة من أطفال (5)، وفي عام 1865 في «ريو دي جانيرو» كان 64% من العاملين في مصنع للنسيج أطفالًا، وقد أُصيب الأطفال أو قُتلوا؛ بسبب العمل القاسيوظروف العمل السيئة والمعاملة العنيفة من قِبل رؤساءهم، وقد تعرض «أرماندو دياس» - الطفل العامل في صناعة النسيج - للصعق بالكهرباء في نوفمبر عام 1913 (13) عندما لم يؤدِ المراهق «فرانسيسكو أوجوستو دي فونسيكا» وظيفته وفقًا لتوقعات المالك، وقد تعرض للضرب بوحشية على وجهه (13)، وكان يُنظر إلى عمل الأطفال خلال هذه الفترة كضرورة، ولقد استغل الرأسماليون التكلفة المنخفضة للعمال القاصرين؛ لقمع أجور العمال البالغين، وكانت الأسر الفقيرة بحاجة إلى أطفالها للعمل.(5)
بدأت محاولات حماية حقوق الطفل وتنظيم عمل الأطفال في أواخر القرن التاسع عشر (5)، وكان مرسوم عام 1891 يتعلق بالموظفين القاصرين في مصانع برازيليا.(19) تأسس اتحاد العمال البرازيلي - الذي دعا إلى فرض قيود على عمل الأطفال - في عام 1912(20)، وبعد خمس سنوات أضرب العمال في «ساو باولو»، وقد شملت مطالبهم إلغاء العمل الليلي للعمال الذين تقل أعمارهم عن 18 عامًا، وجميع أعمال الأطفال الذين تقل أعمارهم عن 14 عامًا. في عام 1919 حدد قانون المدينة سن العمل القانوني بعمر 14 عامًا؛ بسبب التعديلات الدستورية في الأعوام 1934 و 1937 و 1946 المحظورة على عمل القاصرين تحت سن 14 عامًا، ومع ذلك خفضت الديكتاتورية العسكرية في البرازيل 1964-1985 الحد الأدنى لسن العمل إلى 12 عامًا، أما التعريف القانوني لعمل الأطفال ينص على أن العمل الخطير للقُصّر الذين تقل أعمارهم عن 18 عامًا وأي شكل من أشكال العمل من قبل القاصرين الذين تقل أعمارهم عن 16 عامًا، ويسمح بالتدريب المهني في سن 14 عامًا.(5)
في 2 فبراير 2000  صدقت الحكومة على اتفاقية منظمة العمل الدولية 182(21)، وفي 28 يونيو من ذلك العام  صدقت الحكومة البرازيلية على اتفاقية منظمة العمل الدولية رقم 138.(22)

## اليوم الحاضر
أعطت الحكومة البرازيلية الأولوية للقضاء على عمل الأطفال (23)، وقد بدأ المعهد البرازيلي للجغرافيا والإحصاء في إجراء المسح السنوي الوطني لعينات الأسر البرازيلية (PNAD) في عام 1981، والذي يوفر بيانات عن تقارير عمالة الأطفال حسب المنطقة، وفي عام 2005  شارك أكثر من 2.9 مليون طفل دون سن 17 في بعض أشكال العمل (7.8% من الفئة العمرية).(5)
أشارت الدراسة الاستقصائية لعام 2016 إلى أن 4.6% من الأطفال الذين تتراوح أعمارهم بين 5 و 17 عامًا (1.8 مليون من أصل 30 مليونًا) كانوا يعملون، وهذا يُعد تحسن مقارنة بعام 2005، وفي عام 2016  تم العثور على معظم عمالة الأطفال في الفئة العمرية 14-17 عامًا، وكان عُشر واحد في المائة من الفئة العمرية 5-9 سنوات يعملون، و 1.3% من الفئة العمرية 10-13، و6.4% من الفئة العمرية 14-16، و 17% من الفئة العمرية 16-17، ويختلف استمرار عمل الأطفال على حسب المنطقة، وتتمتع إقليمتا الشمال والجنوب بأعلى معدلات عمالة الأطفال (5.7 و 6.3% على التوالي)، وبالنسبة للأطفال الذين تقل أعمارهم عن 14 عامًا تتمتع المناطق الشمالية والشمالية الشرقية بأعلى معدلات (1.5% و 1% على التوالي)، ومن الناحية العرقية يشكل السكان السود والبنيون (preta e parda) 64.1% من عمالة الأطفال، و35.9% من البيض (برانكا)، ويمثل الأولاد 65.3% من الأطفال العاملين. 47.6% من العمال الأطفال الذين تتراوح أعمارهم بين 5-13 سنة هم عمال زراعيون، و 21.4% من العمال الذين تتراوح أعمارهم بين 14-17 هم عمال المزارع، وعلى الرغم من أن بعض الأعمال الزراعية يتم تنفيذها كجزء من عملية التدريب المهني فإن الأطفال الآخرين يجبرون على العمل في الزراعة؛ لتكملة دخل الأسرة.(24)
على الرغم من الانخفاض التدريجي في عمالة الأطفال فإنه لا يزال سائداً (بما في ذلك المهن الخطرة).
في القطاع الزراعي، يصطاد الأطفال الرخويات، ويحصدون إنتاج الأرز وفول الصويا والتبغ والفحم في الصناعة يعمل الأطفال في المحاجر ينتجون طوبًا، وحيوانات ذبح.
في قطاع الخدمات  يقوم الأطفال بأعمال في الشوارع مثل جمع القمامة، وفي بعض الأحيان يبيعون الكحول، ويُجبر الأطفال على العمل في عصابات إجرامية (31) أو ممارسة الدعارة.
تعد سياحة الأطفال الجنسية شائعة في المناطق الساحلية التي تجذب السياح، والفتيات من بلدان أمريكا الجنوبية الأخرى يعملن في تجارة الجنس في البرازيل، وتعمل الجهود الرامية إلى زيادة تخفيض عمل الأطفال على تحقيق الهدف 8 من التنمية المستدامة  الذي «يشجع النمو الاقتصادي المطرد والشامل للجميع والمستدام، والعمالة الكاملة والمنتجة، والعمل اللائق للجميع».

## الإطار القانوني
وزارة العمل "MTE" هي المسؤولة عن إنفاذ قانون العمل، وتشمل مسؤولياتها التفتيش على عمالة الأطفال، وإنفاذ قوانين عمالة الأطفال، وإرسال فرق التفتيش - المفتشون،
والمدعون العامون، وضباط الشرطة الاتحادية وغيرهم من موظفي إنفاذ القانون - إلى المواقع التي يشتبه في عمالة الأطفال فيها، ومع ذلك فإن الثغرات في عمليات "MTE" تعيق التنفيذ الكامل لقوانين العمل، وعلى الرغم من إجراء 7.491 عملية تفتيش على عمالة الأطفال في عام 2017 إلا أن التمويل الغير الكافي يحد من قدرات التفتيش في المناطق التي لا يوجد بها مكاتب "MTE" محلية (، وفي يوليو عام 2017 مُنع المفتشون من إجراء عمليات تفتيش على عمالة الأطفال في ولايتي «ساو باولو» و «ريو غراندي دو نورتي».

## سياسات الحكومة

### الخطة الوطنية لمكافحة العنف الجنسي ضد الأطفال والمراهقين (2013-2020)
تؤكد الخطة من جديد التزام البرازيل بالدفاع عن حقوق الأطفال والمراهقين، لا سيما أولئك الذين يواجهون مواقف مهددة حيث تنتهك الحقوق الأساسية، إنها تحدد إستراتيجيات لمنع الاستغلال الجنسي للأطفال، وحماية حقوق الأطفال، ومساعدة الأطفال الضحايا (35)، وأهداف الخطة تشمل:
- ضمان اتخاذ إجراءات وقائية ضد الإيذاء أو الاستغلال الجنسي للأطفال والمراهقين، وذلك بالدرجة الأولى من خلال التعليم والوعي والدفاع عن النفس.
- ضمان تقديم مساعدة متخصصة للأطفال والمراهقين في حالات الاعتداء الجنسي أو الاستغلال الجنسي من قِبل مهنيين مدربين ومتخصصين، وضمان رعاية مرتكبي العنف الجنسي مع احترام الحالة العرقية والجنس والدين والثقافة والتوجه الجنسي.
- تحديث الإطار التنظيمي للجرائم الجنسية وتقديم التقارير الماهرة والمساءلة.
- تشجيع المشاركة الفعالة للأطفال والمراهقين في الدفاع عن حقوقهم في وضع وتنفيذ سياسات الحماية.
- تعزيز القضاء الوطني المشترك والمحلي على الإيذاء أو الاستغلال الجنسي في وسائل الإعلام والشبكات والمنتديات واللجان والمجالس.
- فهم تعبيرات سوء المعاملة أو الاستغلال الجنسي للأطفال والمراهقين من خلال التشخيص وجمع البيانات والبحث.

### الخطة الوطنية للقضاء على العمل القسري
يُعد العمل القسري جزء لا يتجزأ من قضية عمالة الأطفال في البرازيل، فهناك بعض الأطفال مجبرون على القيام بالأعمال المنزلية، ويضطر آخرون لإنتاج القهوة والمنيهوت، وتضع الصيغة الحالية للخطة الوطنية للقضاء على العمل القسري، والتي تم تقديمها في عام 2008، وفي إطار سياستها، وأهداف الخطة تشمل:
- الحفاظ على القضاء على السخرة أولوية.
- وضع إستراتيجيات متكاملة للهيئات التنفيذية والمدعين العامين والمجتمع المدني.
- إنشاء والحفاظ على قاعدة بيانات للمعلومات حول اللاعبين الرئيسيين في مكافحة السخرة للمساعدة في منع القوانين وصياغتها.
- توفير فرق تفتيش متنقلة وطنية وإقليمية بأعداد كافية لتلبية مطالب الشكاوى والتفتيش.

### الخطة التعليمية الوطنية (2014-2024)
يُعتقد أن التعليم هو أحد أفضل الحلول لقضايا عمالة الأطفال، وخطة التعليم الوطنية هي دليل على تصميم الحكومة على تحسين جودة التعليم وإمكانية الوصول إليه، وتتضمن الخطة 20 هدفًا تشمل التعليم الأساسي للأطفال، وتهدف إلى تعزيز جودة التعليم العالي، فالهدف رقم "14" يهدف إلى زيادة تدريجية في عدد الطلاب في مرحلة الدراسات العليا

## البرامج الاجتماعية
تهدف البرامج الاجتماعية إلى معالجة عمل الأطفال في البرازيل بشكل مباشر أو غير مباشر، ويتم تمويل بعضها من قِبل الحكومة مثل:  «بولسا فاميليا» (برنامج رعاية الأسرة تم تقديمه خلال رئاسة لولا)، والبعض الآخر على وسائل التواصل الاجتماعي مثل: #ChegaDeTrabalhoInfantil (#stopchildlabor).

### البرنامج الوطني للقضاء على عمل الأطفال
يهدف هذا البرنامج إلى إبعاد الأطفال والمراهقين الذين تقل أعمارهم عن 16 عامًا من العمل المبكر باستثناء التدريب المهني في سن 14 عامًا، بالإضافة إلى ضمان الدخل للأسر فإنه يشمل الأطفال والشباب في خدمات المشورة والمتابعة، وأيضًا الحضور في المدرسة مطلوب، ويتم تشغيل البرنامج من قبل وزارة التنمية الاجتماعية، وتدفع الحكومة الفدرالية راتباً شهرياً قدره 25 ريالاً برازيلياً لكل طفل للعائلات التي تسحب الطفل من القوى العاملة في المناطق التي يقل عدد سكانها عن 250,000، و40 دولاراً برازيلياً لكل طفل في المناطق التي يبلغ عدد سكانها 250,000 أو أكثر، ويجب على الأسرة ضمان الالتحاق بالمدرسة بأكثر من 85% لتلقي المنحة.

### Bolsa Família
هو برنامج رعاية اجتماعية حكومي وهو جزء من شبكة "Fome Zero" الخاصة ببرامج المساعدة الفيدرالية من خلال تقديم المساعدات المالية للأسر البرازيلية الفقيرة، وتتمثل شروط البرنامج في أن الأسر تضمن الالتحاق بالمدارس والتطعيم لأطفالهم، وإذا تجاوز عدد مرات التغيب عن المدرسة المسموح بها يتم إسقاطها من البرنامج وتعليق أموالها، وفي عام 2017 كان 93.1% من الأطفال الذين تتراوح أعمارهم بين 6-15 عامًا في المدارس بنسبة 85٪، واستوفى 82.3% من الأطفال الذين تتراوح أعمارهم بين 16 و 17 عامًا الحد الأدنى من متطلبات الحضور وهو 75٪، وتشير الدراسات إلى أن البرنامج قد حسن مشاركة الفتيات في المدارس والأداء التعليمي، ولكن لم يكن له تأثير يُذكر على الأولاد.

### حملة #StopChildLabor
في عام 2017 بدأت وزارة العمل "MPT" حملة مع الهاشتاج "#StopChildLabor" لتشجيع مستخدمي الإنترنت على الشبكات الاجتماعية على نشر الهاشتاج في مقابل عمل الأطفال، وكانت الحملة مدعومة من المشاهير بما في ذلك الموسيقيون «دانيال»، و«تشيتوزينيو»، و"Xororó"، ولاعب كرة الطائرة السابق «ماوريسيو ليما»، وأيضًا لاعب كرة السلة السابق «هورتنسيا ماركاري».